# Никольское (Калининский район)
Нико́льское — село в Калининском районе Тверской области. Относится к Никулинскому сельскому поселению.
Население по переписи 2002 — 1249 человек, 555 мужчин, 694 женщины.
Расположено южнее Твери, сразу за городской чертой, на левом берегу реки Тьмака, между деревней Борихино (в составе города) и автомагистралью «Москва — Санкт-Петербург» (Тверской объездной дорогой). В 1,5 км к югу — деревня Никулино, центр сельского поселения.

## История
Никольская церковь на Никольском погосте близ Желтикова монастыря была построена на средства прихожан в 1791—1803 годах.
В конце XIX — начале XX века село входило в состав Никулинской волости Тверского уезда Тверской губернии.
С 1929 года деревня входила в состав Никулинского сельсовета Тверского района Тверского округа Московской области, с 1935 года — в составе Калининской области, с 1994 года — в составе Никулинского сельского округа, с 2005 года — в составе Никулинского сельского поселения.

## Население
| 1859 | 2002  | 2010  |
| ---- | ----- | ----- |
| 20   | ↗1249 | ↗1323 |

## Инфраструктура
В селе Никольское — начальная школа-детский сад, медицинский пункт, отделение «Госфильмофонда», профессиональный лицей № 39, библиотека, действующая церковь Николая Чудотворца, а также такие предприятия, как ОАО «Мотор», ЗАО «Никольское», ОАО «Агротехсервис», ОАО «Стандарт», ООО «Мего-принт», ООО «Кадрус», «Тент-сервис».

## Достопримечательности
- Церковь Николая Чудотворца (XVIII век)[3][6].